# Liste der Bodendenkmäler in Reischach
Auf dieser Seite sind die Bodendenkmäler in der oberbayerischen Gemeinde Reischach zusammengestellt. Diese Tabelle ist eine Teilliste der Liste der Bodendenkmäler in Bayern. Grundlage ist die Bayerische Denkmalliste, die auf Basis des Bayerischen Denkmalschutzgesetzes vom 1. Oktober 1973 erstmals erstellt wurde und seither durch das Bayerische Landesamt für Denkmalpflege geführt wird. Die folgenden Angaben ersetzen nicht die rechtsverbindliche Auskunft der Denkmalschutzbehörde.

## Bodendenkmäler der Gemeinde

### Bodendenkmäler in der Gemarkung Arbing
| Lage                         | Objekt | Akten-Nr.     | Bild                                                      |
| ---------------------------- | --- | ------------- | --------------------------------------------------------- |
| Arbing (Standort)            | Burgstall des späten Mittelalters und der frühen Neuzeit (Schloss Waldberg) mit zugehörigem Wirtschaftshof. Siehe auch: Burgstall, Mittelalter, Neuzeit, Schloss Waldberg | D-1-7642-0007 | Burgstall                                                 |
| Arbing Kirchweg 1 (Standort) | Untertägige mittelalterliche und frühneuzeitliche Befunde im Bereich der Katholischen Pfarrkirche St. Georg in Arbing und ihrer Vorgängerbauten.                          | D-1-7642-0021 | Untertägige mittelalterliche und frühneuzeitliche Befunde |
| Arbing (Standort)            | Untertägige spätmittelalterliche und frühneuzeitliche Befunde im Bereich der Katholischen Filialkirche St. Stephanus in Ecking.                                           | D-1-7642-0022 |                                                           |
| Arbing (Standort)            | Siedlung des Neolithikums. | D-1-7742-0152 |                                                           |

### Bodendenkmäler in der Gemarkung Eggen
| Lage             | Objekt | Akten-Nr.     | Bild |
| ---------------- | --- | ------------- | ---- |
| Eggen (Standort) | Untertägige spätmittelalterliche und frühneuzeitliche Befunde im Bereich der Katholischen Filialkirche St. Koloman in Kirchhaunberg und ihres Vorgängerbaus. | D-1-7742-0221 |      |

### Bodendenkmäler in der Gemarkung Reischach
| Lage                               | Objekt | Akten-Nr.     | Bild                                 |
| ---------------------------------- | --- | ------------- | ------------------------------------ |
| Reischach (Standort)               | Erdstall des hohen Mittelalters. Siehe auch: Erdstall                                                                                               | D-1-7742-0041 |                                      |
| Reischach (Standort)               | Mehrgliedrige Abschnittsbefestigung des frühen oder hohen Mittelalters (Kaisersberg). Siehe auch: Burgstall Kaisersberg                             | D-1-7742-0042 |                                      |
| Reischach (Standort)               | Turmhügel des hohen und späten Mittelalters (Sitz Indobl). Siehe auch: Turmhügel Indobl                                                             | D-1-7742-0043 |                                      |
| Reischach (Standort)               | Siedlung des Neolithikums. Siehe auch: Neolithikum                                                                                                  | D-1-7742-0088 |                                      |
| Reischach Kirchplatz 1 (Standort)  | Untertägige mittelalterliche und frühneuzeitliche Befunde im Bereich der Katholischen Pfarrkirche St. Martin in Reischach und ihrer Vorgängerbauten | D-1-7742-0197 | weitere Bilder                       |
| Reischach Antoniusweg 3 (Standort) | Untertägige frühneuzeitliche Befunde im Bereich der Katholischen Wallfahrtskirche St. Antonius von Padua in Reischach.                              | D-1-7742-0219 | Untertägige frühneuzeitliche Befunde |
| Reischach (Standort)               | Untertägige spätmittelalterliche und frühneuzeitliche Befunde im Bereich der Katholischen Filialkirche St. Veit in Berg.                            | D-1-7742-0220 |                                      |